# 共 (春秋)
共（きょう）は、殷及び周の諸侯国。殷代の共は現在の甘粛省平涼市涇川県にあり、周の文王により滅亡した。周代の共は現在の河南省新郷市輝県市の北西である。『世本』氏族篇には「共氏、国名、周有共伯和」、『漢書』古今人表の顔師古注には「共、国名也」とある。
西周後期の紀元前841年、国人の乱が発生した。周の厲王は彘（現在の山西省臨汾市霍州市）に逃奔した。周の人は共伯和を首領に推した。共和14年（紀元前828年）、厲王が彘で死んだ。政治の実権は王子静（宣王）に移り、共伯和は共に帰国した。
春秋時代初期の紀元前722年、鄭で内乱が発生し、荘公の弟の共叔段は共に逃避した。紀元前660年、衛により滅亡した。

## 歴代君主
- 共伯和（中国語版）